# Eurocode 1
Der Eurocode 1 (oft kurz EC 1) ist die Bezeichnung der europäischen Norm EN 1991 mit dem Titel Einwirkungen auf Tragwerksplanung und grundlegender Bestandteil der Reihe der Eurocodes.
Die EN 1991 enthält in derzeit zehn Teilen Anweisungen und Angaben zu Einwirkungen für die Tragwerksplanung von Hochbauten und Ingenieurbauwerken. Dazu gehören die Wichten von Baustoffen und Lagergütern, das Eigengewicht von Bauwerken und die Nutzlasten im Hochbau. Außerdem werden die Nennwerte für das Wichten für bestimmte Baustoffe, Baustoffe im Brückenbau und Lagergüter festgelegt und Böschungswinkel für Schüttgüter angegeben. Die Normenreihe legt das Verfahren zur Bestimmung der charakteristischen Werte für das Eigengewicht von Bauteilen fest und enthält charakteristische Werte für Nutzlasten auf Decken und Dächern.

## Übersicht der Normteile (Stand: Oktober 2022)
- Teil 1-1: Allgemeine Einwirkungen auf Tragwerke – Wichten, Eigengewicht und Nutzlasten im Hochbau (EN 1991-1-1:2002 + AC:2009)
- Teil 1-2: Allgemeine Einwirkungen – Brandeinwirkungen auf Tragwerke (EN 1991-1-2:2002 + AC:2009)
- Teil 1-3: Allgemeine Einwirkungen, Schneelasten (EN 1991-1-3:2003 + AC:2009)
- Teil 1-4: Allgemeine Einwirkungen – Windlasten (EN 1991-1-4:2005 + A1:2010 + AC:2010)
- Teil 1-5: Allgemeine Einwirkungen – Temperatureinwirkungen (EN 1991-1-5:2003 + AC:2009)
- Teil 1-6: Allgemeine Einwirkungen, Einwirkungen während der Bauausführung; (EN 1991-1-6:2005 + AC:2008)
- Teil 1-7: Allgemeine Einwirkungen – Außergewöhnliche Einwirkungen; (EN 1991-1-7:2006 + AC:2010)
- Teil 2: Verkehrslasten auf Brücken (EN 1991-2:2003 + AC:2010)
- Teil 3: Einwirkungen infolge von Kranen und Maschinen; (EN 1991-3:2006)
- Teil 4: Einwirkungen auf Silos und Flüssigkeitsbehälter; (EN 1991-4:2006)